# Johann Christoph Gatterer

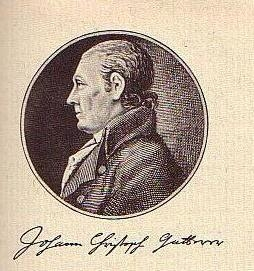
Johann Christoph Gatterer, etwa um 1793

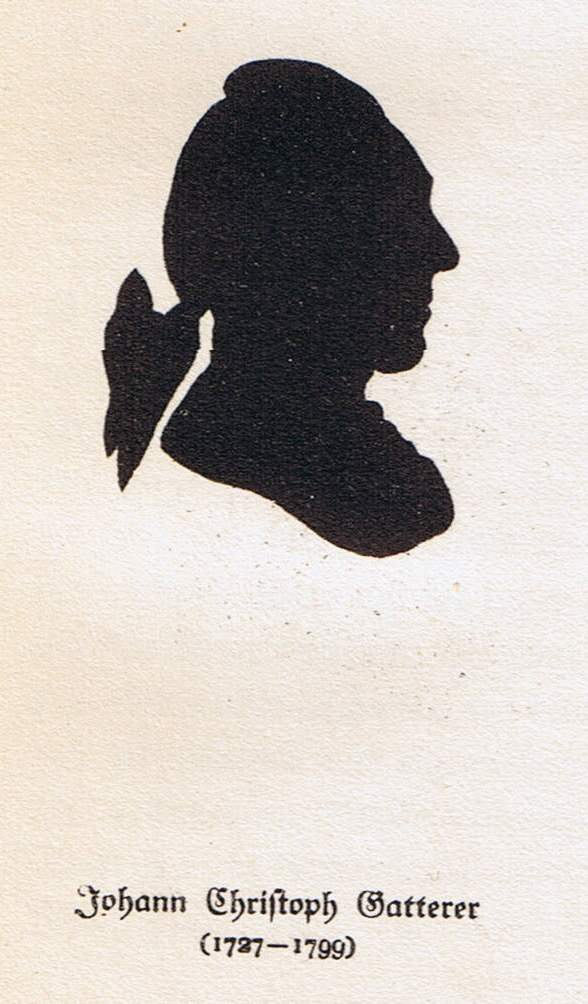
Aus: Gottfried August Bürger und Philippine Gatterer

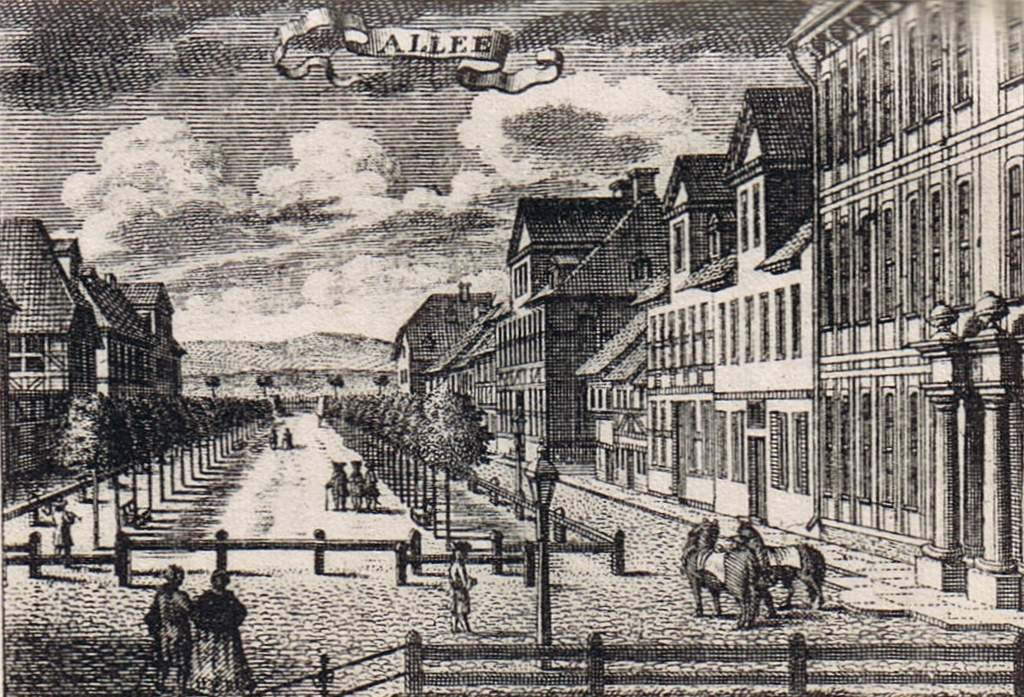
Die Allee in Göttingen, Gatterers Wohnhaus zur Linken, aus: Gottfried August Bürger und Philippine Gatterer.

Johann Christoph Gatterer (* 13. Juli 1727 in Lichtenau bei Nürnberg; † 5. April 1799 in Göttingen) war ein deutscher Historiker und Diplomatiker in der Zeit der Aufklärung.

## Leben
Gatterer wurde als Sohn des Ehepaares Melchior und Gertraut Gatterer geboren. Sein Vater war bei seiner Geburt Wagenknecht in der Nürnberger Militärgarnison Lichtenau. Als Kind zog Gatterer mit seinen Eltern nach Nürnberg, wo der Vater als Gefreiter der dortigen Stadtmiliz seine Familie nur mit Mühe ernähren konnte. Obwohl Gatterers Vater selbst Analphabet war, ermöglichte er seinem Sohn den Besuch einer Nürnberger Lateinschule. Bereits mit 13 Jahren erteilte er selber Nachhilfeunterricht, unter anderem in Latein und Griechisch, kurz darauf auch in Hebräisch. Bereits in seiner Schulzeit beschäftigte Gatterer sich vermutlich mit den genealogischen und heraldischen Abhandlungen Johann David Köhlers (1684–1755), der ab 1714 Professor für Geschichte in Altdorf und ab 1735 in Göttingen war. Köhler sollte später eine Mentorenfunktion für Gatterer übernehmen. Nach einer Tätigkeit als Kalfaktor an der Lorenzer Schule in Nürnberg (an der sein früherer Lehrer Jungendres Rektor war) wechselte er zum Auditorium Publicum, um sich dort auf das Universitätsstudium vorbereiten zu können.
Ab 1747 studierte er in Altdorf bei Nürnberg Theologie, Orientalistik, Philosophie und Mathematik und wurde 1752 Lehrer der Geographie und Historie am Gymnasium in Nürnberg, 1756 zusätzlich Professor der Reichsgeschichte und Diplomatik am dortigen Auditorium Aegidianum. 1759 folgte er einem Ruf als Professor der Geschichte nach Göttingen, gründete 1764 die „Historische Akademie“, seit 1766 „Historisches Institut“, vor allem zur Edition mittelalterlicher Geschichtsquellen, und war maßgeblich an der Herausgabe wissenschaftlicher Zeitschriften beteiligt. 1776 wurde er zum ordentlichen Mitglied der Göttinger Akademie der Wissenschaften gewählt.
Gatterer etablierte an der Göttinger Universität die Historischen Hilfswissenschaften (die bis heute die Disziplinen Chronologie, Diplomatik, Genealogie, Geographie, Heraldik und Numismatik umfassen). Vor allem bei den Disziplinen Genealogie und Diplomatik setzte er wesentliche Standards für die deutschen Universitäten und verfasste zahlreiche grundlegende Werke über einzelne Disziplinen sowie historische Abrisse. Für Gatterer waren diese Hilfswissenschaften keine untergeordneten Nebenfächer, sondern die Grundlage, auf der sich die historische Wissenschaft aufbaut und ohne die keine ernsthafte Geschichtsforschung betrieben werden kann. Wie für die Historische Wissenschaft selbst forderte er auch für die hilfswissenschaftlichen Disziplinen die Anwendung der Quellenangabe, Beweisführung und Kritik. Die „genealogische Wahrheit“ ist das höchste Ziel – daran hat sich bis heute nichts geändert. Zu seinen pädagogischen Neuerungen gehörte, dass er die Hilfswissenschaften nicht mehr nur als zu erlernendes Regelwerk vermittelte, sondern in typisch aufklärerischer Manier die Anschauung in den akademischen Unterricht einbrachte und seine Lehre stets an Originalen und Kupferstichen von Handschriften und Urkunden erläuterte. Diese Neuerungen wurden durch Gatterer-Schüler wie Friedrich Mereau, Gregor Gruber und Martin Schwartner auch in Österreich und Ungarn zum akademischen Standard. Gatterers didaktische Sammlung, der Gatterer-Apparat, war im späten 18. Jahrhundert berühmt und wurde zum Vorbild für ähnliche Sammlungen. Er liegt heute im Landesarchiv in Speyer. So erwarb Gatterer sich erhebliche Verdienste um die Universalgeschichte und die Historischen Hilfswissenschaften.

## Familie
Gatterer heiratete Helena Barbara Schubert (1728–1806), die Tochter eines Büttners und Eichmeisters, und hatte elf Kinder, darunter die Dichterin Philippine Engelhard (1756–1831) und Christoph Wilhelm Gatterer, einen Professor für Kameralwissenschaften, Technologie und Diplomatik in Heidelberg, der auch die umfangreiche Urkunden-Sammlung („Gatterer-Apparat“) seines Vaters fortführte, die seit 1996 im Besitz des Landesarchivs Speyer ist.

## Werke
Wichtigstes Werk ist die Allgemeine historische Bibliothek. Sie ist unterteilt in: Abhandlungen, sonderlich über die historische Kunst; Recensionen historischer Bücher, Landcharten, Wappen und Münzen; Historische Nachrichten und Fragen. Sie enthält u. a. folgende Beiträge, meist von Gatterer selbst verfasst: Beyträge zu einer Theorie der Medaillen; Zufällige Gedanken über die teutsche Geschichte; Vergleichung der alten und neuen Geschichtsschreiber in Ansehung der Freymüthigkeit; Diplomatisches Responsum, den Streit über König Heinrichs des Finklers Grabmal, welches man vor kurzem in Quedlinburg gefunden haben will, betreffend, nebst denen dazugehörigen Aktenstücken und Zeichnungen.
- Historia genealogica dominorum Holzschuherorum ab Aspach et Harlach in Thalheim cet. Patriciae gentis tum apud Norimbergenses tum in exteris etiam regionibus toga sagoque illustris ex incorruptis rerum gestarum monimentis conquisita. Nürnberg 1755 (Digitalisat).
- Commentatio de Gunzone, Italo, qui saeculo X. obscuro in Germania pariter, atque in Italia eruditionis laude floruit, ad illustrandum huius aevi statum literarium. Qua orationem de difficultate artis diplomaticae d. XXVIIII. Decembris A.R.S. MDCCLVI. inaugurandi caussa habendam rite indicit M. Iohannes Christophorus Gatterer. Fleischmann, Nürnberg 1756 (Digitalisat).
- Oratio de artis diplomaticae difficultate, quum munus publici professoris capesseret, biduo ante exitum A. 1756 in auditorio publico, quod Norimbergae ad D. Aegidii est, habita, nunc vero in usum praelectionum publicarum edita, multisque observationibus locupletata. Fleischmann, Nürnberg 1757 (Digitalisat).

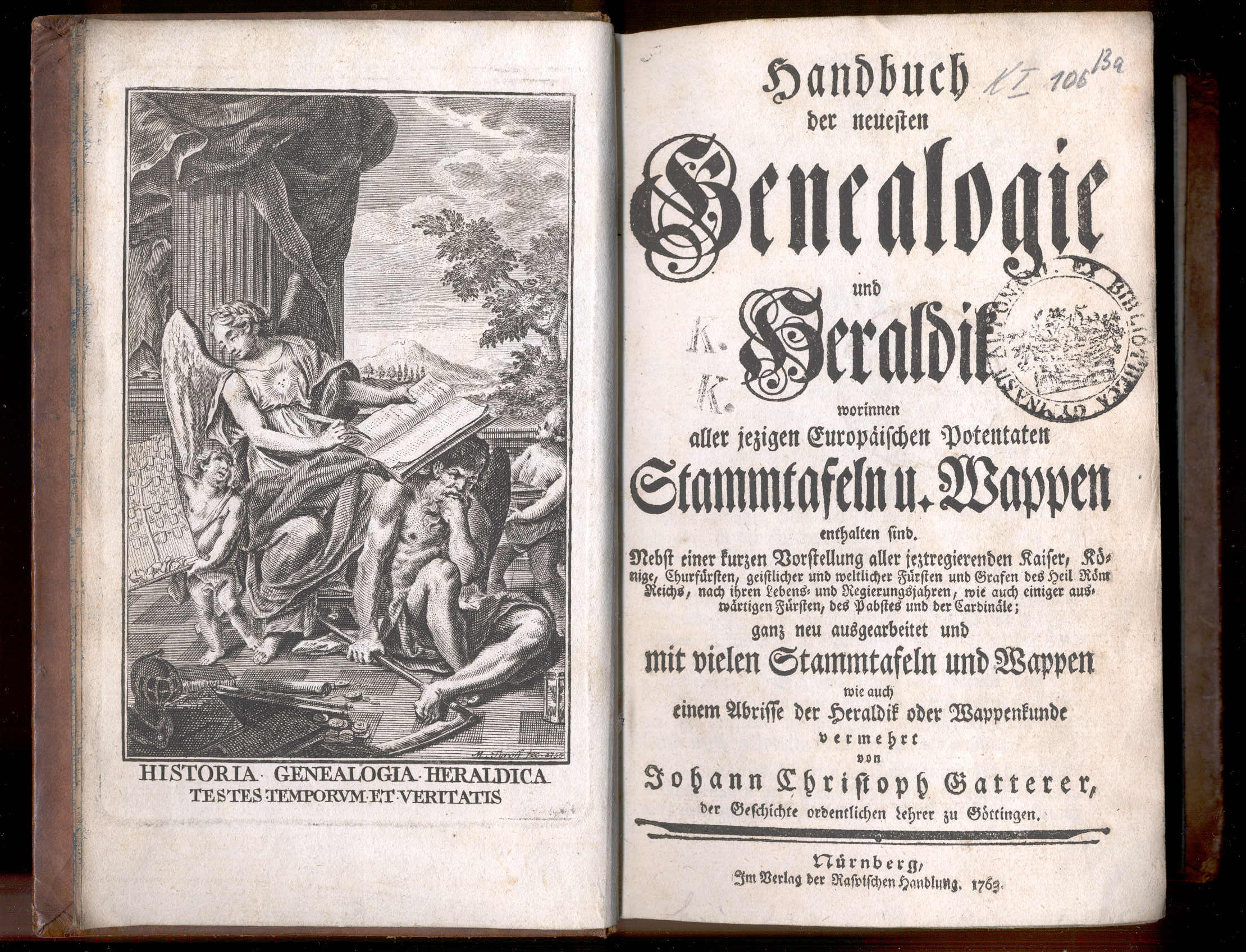
Handbuch der neuesten Genealogie und Heraldik, 1763

Erste Stammtafel des Hohenstauffischen Hauses, 1788

- Elementa artis diplomaticae universalis. Band 1 (mehr nicht erschienen). Vandenhoeck, Göttingen 1765 (Digitalisat).
- Allgemeine historische Bibliothek. Von Mitgliedern des Königlichen Instituts der historischen Wissenschaften zu Göttingen. Hrsg. von J. Ch. Gatterer. Band 1–4, 7–8, 11–16 (v. 16) in 6. Gebauer, Halle 1767–1771.
- Epitome artis diplomaticae. Göttingen 1773; 2. Ausg. Zaunrith, Salzburg 1806 (Digitalisat).
- Grundriß der Numismatik: zum Gebrauche seiner Zuhörer. Vandenhoeck, Göttingen 1773 (Digitalisat).
- Abriß der Chronologie. Dieterich, Göttingen 1777 (Digitalisat).
- Commentatio diplomatica de methodo aetatis codicum manuscriptorum definiendae: cum VII. tabulis. Lecta d. XVIII. Nov. MDCCLXXXVI. In: Commentationes Societatis Regiae Scientiarum Gottingensis. 8. 1785/86, S. 85–121 (Digitalisat).
- Abriß der Universalhistorie nach ihrem gesamten Umfange von Erschaffung der Erde bis auf unsere Zeiten erste Hälfte nebst einer vorläufigen Einleitung von der Historie überhaupt und der Universalhistorie insbesonderheit wie auch von den bisher gehörigen Schriftstellern. Vandenhoeck, Göttingen 1765; 2. Ausg. Vandenhoeck, Göttingen 1773 (Digitalisat).
- Einleitung in die synchronistische Universalhistorie zur Erläuterung seiner synchronistischen Tabellen. 2 Bände. Vandenhoeck, Göttingen 1771.
- Abriß der Heraldik. Dieterich, Göttingen/Gotha 1773 (Digitalisat); 2. Aufl. Raspe, Nürnberg 1774 (Digitalisat).
- Kurzer Begriff der Weltgeschichte in ihrem ganzen Umfange. Erster Theil. Vandenhoeck, Göttingen 1785 (Digitalisat).
- Abriß der Genealogie. Vandenhoeck & Ruprecht, Göttingen 1788 (Digitalisat).
- Versuch einer allgemeinen Weltgeschichte bis zur Entdeckung Amerikens. Vandenhoeck & Ruprecht, Göttingen 1792 (Digitalisat).
- Abriß der Diplomatik. Vandenhoeck & Ruprecht, Göttingen 1798 (Digitalisat).
- Praktische Diplomatik: nebst 15, gröstentheils in Kupfer gestochenen Tafeln. Vandenhoeck & Ruprecht, Göttingen 1799 (Digitalisat).
- Abhandlung über die Frage: Ob die Russen, Polen und übrigen Slavischen Völker von den Geten oder Daciern abstammem? Seyffert, Bremen 1805 (Digitalisat).
- Nähere Nachricht von der neuen Ausgabe der gleichzeitigen Schriftsteller über die deutsche Geschichte. In: Archiv der Gesellschaft für ältere deutsche Geschichtskunde. 1 (1819/20), S. 203–225.

## Johann-Christoph-Gatterer-Medaille
1954 stiftete die Genealogisch-Heraldische Gesellschaft Göttingen e. V. (GHGG) zur Erinnerung an den Göttinger Historiker und Begründer der wissenschaftlichen Genealogie diese Ehrung. Die Medaille, entworfen vom Göttinger Verleger und Heraldiker Heinz Reise, wurde seitdem für wissenschaftliche Verdienste auf dem Gebiet der Genealogie und Heraldik in Silber und für organisatorische Leistungen in Bronze an mehr als 40 Persönlichkeiten verliehen. Die Verleihung, früher von der GHGG nach Vorschlag eines Fachgremiums vorgenommen, erfolgt seit 1995 durch die Deutsche Arbeitsgemeinschaft genealogischer Verbände, so ist der Auszeichnung ein größeres Gewicht gegeben. Sie soll jeweils auf dem der Verleihungsentscheidung folgenden Deutschen Genealogentag verliehen werden.

## Ruhmeshalle in München
Eine Büste des Johann Christoph Gatterer fand Aufstellung in der Ruhmeshalle in München. Die Büste wurde 1944 beschädigt (Nasenbereich) und bislang nicht restauriert oder nachgebildet. Heute erinnert eine Gedenktafel daran.